# Senador Canedo
| Senador Canedo                      | Senador Canedo                                                                       |
| ----------------------------------- | ------------------------------------------------------------------------------------ |
|                                     |                                                                                      |
| Wappen                              | Flagge                                                                               |
| Wappen von Senador Canedo unbekannt | Flagge von Senador Canedo                                                            |
| Karte                               |                                                                                      |
|                                     |                                                                                      |
| Basisdaten                          |                                                                                      |
| Staat:                              | Brasilien (BRA)                                                                      |
| Bundesstaat:                        | Goiás (GO)                                                                           |
| Mesoregion:                         | Zentral-Goiás                                                                        |
| Mikroregion:                        | Goiânia                                                                              |
| Geografische Lage:                  | 16° 42′ S, 49° 6′ W                                                                  |
| Distanz zu Goiânia:                 | 16 km                                                                                |
| Angrenzende Gemeinden:              | Goianópolis, Bonfinópolis, Caldazinha, Bela Vista de Goiás, Abadia de Goiás, Goiânia |
| Zeitzone:                           | UTC−3 Sommer: UTC−2                                                                  |
| Höhe:                               | 801 m ü. NN                                                                          |
| Fläche:                             | 244,745 km²                                                                          |
| Einwohner:                          | 84.399                                                                               |
| Bevölkerungsdichte:                 | 344,8 Einwohner / km²                                                                |
| Telefonvorwahl:                     | +5562                                                                                |
| Postleitzahl (CEP):                 | 75250-000                                                                            |
| Adresse der Stadtverwaltung:        |                                                                                      |
| Offizielle Website:                 | senadorcanedo.go.gov.br                                                              |
| E-Mail-Adresse:                     |                                                                                      |
| Jahrestag:                          |                                                                                      |
| Gemeindegründung:                   | 1989                                                                                 |
| Politik                             |                                                                                      |
| Bürgermeister:                      |                                                                                      |
| Vize-Bürgermeister:                 |                                                                                      |

Senador Canedo ist eine brasilianische politische Gemeinde und Stadt im Bundesstaat Goiás. Sie liegt südwestlich der brasilianischen Hauptstadt Brasília und 16 km östlich von Goiânia, der Hauptstadt des Bundesstaates. Die Gemeinde gehört zur Metropolregion Goiânia. Die Stadt ist das Zentrum der petrochemischen Industrie im Bundesstaat.

## Toponymie
Benannt ist die Gemeinde nach dem Senator Antônio Amaro da Silva Canedo (1844–1895).

## Geographische Lage
Senador Canedo grenzt
- im Norden an Goianápolis
- im Nordosten an Bonfinópolis
- im Osten an Caldazinha
- im Südosten an Bela Vista de Goiás
- im Südwesten an Abadia de Goiás
- von Südwest bis Nord an Goiânia

Von 1989 bis 2017 lag sie in der geostatistischen Mesoregion Zentral-Goiás und in der Mikroregion Goiânia.